# Quercus salicifolia
Quercus salicifolia és una espècie mesoamericana de roure que pertany a la família de les fagàcies. Està classificada en la secció dels roures vermells d'Amèrica del Nord, Centreamèrica i el nord d'Amèrica del Sud que tenen els estils llargs, les glans maduren en 18 mesos i tenen un sabor molt amarg. Les fulles solen tenir lòbuls amb les puntes afilades, amb truges o amb pues en el lòbul.

## Descripció
Quercus salicifolia és un arbre de fins a 25 metres d'altura, amb un tronc de fins a 100 cm de diàmetre. Fulles estretament lanceolades, de fins a 20 cm de llarg, sense dents o lòbuls.

## Distribució
És natiu a Amèrica Central i al centre i sud de Mèxic, de Jalisco a Panamà.

## Taxonomia
Quercus salicifolia va ser descrita per Luis Née i publicat a Anales de Ciencias Naturales 3: 265. 1801.
Etimologia
Quercus: nom genèric del llatí que designava igualment al roure i a l'alzina.
salicifolia: epítet que significa "fulles de salze", en al·lusió a la semblança entre les fulles de Q. salicifolia i les de diverses espècies de salze.
Sinonímia
- Cerris salicifolia (Née) Raf.
- Quercus acapulcensis Trel.
- Quercus acherdophylla Trel.
- Quercus duratifolia C.H.Mull.
- Quercus rubramenta Trel.
- Quercus tahuasalana Trel.[7]